# Sugai Kumi

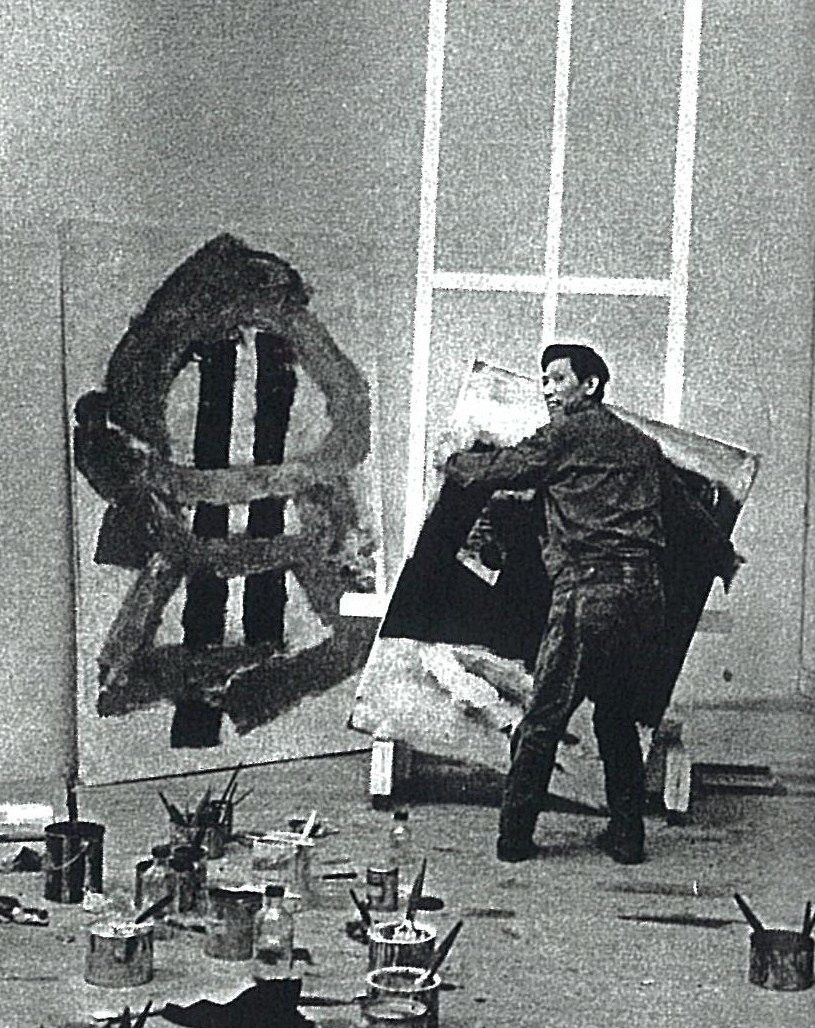
Kumi Sugaï (1962)

Sugai Kumi (jap. 菅井 汲; * 13. März 1919 in Kōbe, Japan; † 14. Mai 1996 in Kōbe) war ein japanischer Maler, Grafiker und Bildhauer.
Sugai war einer der wichtigsten Vertreter der modernen japanischen Kunst und abstrakten Malerei nach dem Zweiten Weltkrieg. Er war einer der ersten japanischen Künstler, die Japans künstlerische Traditionen konsequent in den abstrakten Expressionismus westlicher Prägung umsetzten.

## Biografie
Sugai wurde die ersten sechs Jahre seines Lebens bei einer Pflegefamilie aufgezogen, bevor er zu seiner Familie zurückkehrte, die malaiischen Ursprungs war. Er besuchte die Grundschule in Mikage. Im Alter von neun Jahren malte Sugai bereits seine ersten Ölbilder. Die Jahre 1930 und 1931 verbrachte er aufgrund einer Herzkrankheit im Krankenhaus.
Ab 1933 studierte Sugai für einige Zeit an der Kunstakademie in Osaka. Er arbeitete danach als Werbegrafiker und Illustrator. Gegen Ende der 40er Jahre begann er, sich intensiv mit der modernen westlichen Malerei auseinanderzusetzen. Er studierte die Kunst von Jackson Pollock, Paul Klee, Joan Miró, Alexander Calder und Max Ernst. Im Jahr 1952 zog Sugai nach Paris und begann ein Studium an der Académie de la Grande Chaumière. Im selben Jahr begann er mit der Lithografie und arbeitete als Maler und Bildhauer. Er konnte Verträge mit wichtigen Galerien in Paris abschließen und wählte daher Frankreich zu seinem Lebensmittelpunkt. Er lebte bis kurz vor seinem Tod 1996 in Paris.
Im Jahr 1956 heiratete er die Japanerin Mitsuko Kawamoto. In den 50er Jahren bekam seine Kunst internationale Aufmerksamkeit. Im Jahr 1959 war Kumi Sugai Teilnehmer der documenta II in Kassel. Er war weiterhin Teilnehmer und Preisträger der Biennale von Venedig (1962) und der documenta III 1964. Er wurde als bester ausländischer Künstler 1965 auf der Biennale von São Paulo geehrt und bekam den Grand Prix der Biennale von Krakau 1966 und den Ehrenpreis der Biennale für Grafik in Oslo im Jahr 1972.
Sugais Malerei der 50er Jahre war eine malerische Übersetzung japanischer Kalligrafie mit kräftigen Pinselstrichen in abstrakte Formen. Nach 1962 begann er, angeregt von der Kunst Max Pechsteins, mit Gemälden, die geometrische Grundformen wie Kreis, Dreieck und Viereck variierten und aneinander reihten.
Ein schwerer Autounfall seiner Frau 1967 zwang ihn zu einer einjährigen Schaffenspause.
Im Jahr 1969 kehrte er für einen Besuch erstmals wieder nach Japan zurück. In Japan war er mittlerweile als Künstler zu einer Berühmtheit geworden, zahlreiche Museen und Galerien zeigten seine Werke. Er pendelte daher ab diesem Zeitpunkt immer wieder zwischen Japan und Europa hin und her.
Sugai starb am 14. Mai 1996 im Alter von 77 Jahren in seiner japanischen Heimatstadt Kōbe.